# Topojan
Topojan é uma comuna (em albanês:  komuna) da Albânia localizada no distrito de Kukës, prefeitura de Kukës.